# Tragedia de Yauca de 2020

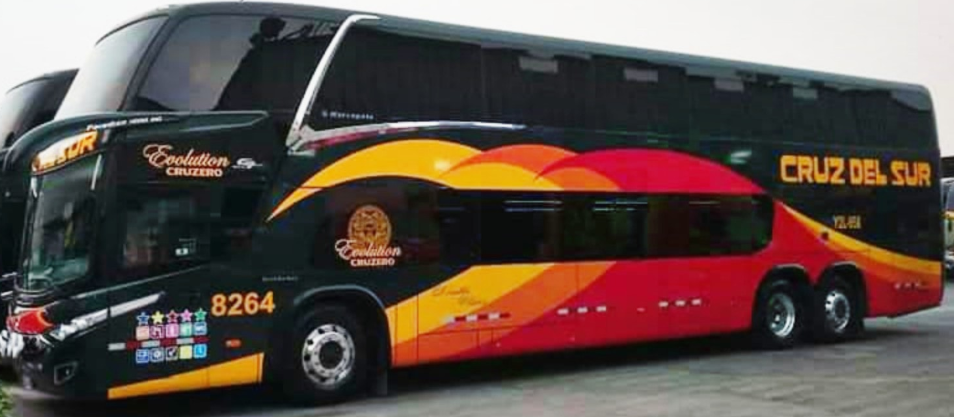
Bus de la empresa Cruz del Sur, similar al accidentado

La tragedia de Yauca de 2020 se refiere a un accidente automovilístico ocurrido el 6 de enero en la provincia de Caravelí, al oeste del departamento de Arequipa, Perú. El resultado fue de 16 muertos y 50 heridos.

## Desarrollo
Un bus interprovincial de la empresa Cruz del Sur, que cubría la ruta entre las ciudades de Lima y Arequipa, a las 00:41 de la madrugada (hora peruana) sobre la Ruta Nacional PE-1S del distrito de Caravelí, chocó con tres minivans. Los vehículos con los que impacto el bus se encontraban transportando trabajadores para una mina como pasajeros para los distritos de Coracora en Ayacucho, así mismo causó daños a diferentes quioscos que se encontraban cerca del lugar del suceso también recibieron daños por las partes mecánicas de los vehículos estrellados que salieron volando.
Ante la magnitud del accidente el personal de la CIA de Bomberos de Yauca realizó el traje de heridos en apoyo al puesto de Salud de Yauca, así fue que el responsable de la Cia de Bomberos en Yauca Secc. CBP Alexander Chávez León, reportó el suceso a las Cia de Bomberos de Nazca B-82 y Cía de Bomberos Vista Alegre B-200 y la Cia de Bomberos Marcona B-152, atendiendo y estabilizando a los pacientes para su traslado a Camaná, Nazca e Ica, se tuvo el apoyo de las ambulancias de los puestos de salud del distrito de Jaqui, Acari y Bella Unión.
El alcalde de la provincia de Caravelí Arturo Montesinos informó:

El vehículo venia de norte a sur en una bajada que pasa por un cruce que atraviesa el distrito de Yauca (...) aparentemente por la información recogida, el bus, de placa Y2L-962 perdió el control y al girar se habría estrellado contra otros vehículos que se encontraban estacionados.

Montesinos dijo que un menor de nombre Franco Gil Vilca se quedó solo en el puesto de salud del distrito de Yauca, ya que sus familiares fueron transportados a otras ciudades.
El 7 de marzo del mismo año, el bus siniestrado fue pintado de azul, siguiendo un protocolo de seguridad de la Empresa Cruz del Sur.

### Víctimas
Según la Policía Nacional del Perú, el número de muertos encontrado de forma inicial fue de 12 personas, los heridos fueron traslados al hospital del distrito, este colapsó por la cantidad de heridos, por lo cual, varios de ellos fueron transportados a centros médicos de Nazca e Ica. En el hospital de Nazca fallecieron dos más. Entre los fallecidos se encontraban una mujer gestante y dos extranjeros de nacionalidad no identificada.
| Fallecidos según El Comercio |
| --- |
| Fallecidos en el lugar del accidente: Josué Daniel Ormeño Chuquispuma, Enrique Huaywapuma Maldonado, Luisa Calizaya López, Jhon Quispe Huayani, Augusto Enedino Luyo Luyo, Raquel Merma Mendoz, Simona Zajaczkowsky (extranjera), Stefan Goer (ciudadano extranjero), Guissel Orosco Torres, Bhandon Navarrete Espinoza y tres personas no identificadas. |
| Fallecidos en el Hospital de Nazca: Israel Enrique Orosco Quispe y un pasajero no identificado. |
| Fallecidos en el Hospital de Ica: Jhony Flores Mamani. |

El 7 de enero de 2020, El Peruano comunicó que ocho de los heridos de gravedad fueron trasladados a Lima. Ese mismo día se registró que fueron 50 heridos y 16 muertos el resultado del accidente.

### Caso judicial
El 9 de enero, el Ministerio Público de Acarí ordenó detención preventiva contra el conductor del bus que colisiono en Yauca, José Antonio Bonilla Capcha bajo las «modalidades de homicidio culposo y lesiones culposas graves.»

## Reacciones
La Superintendencia de Transporte Terrestre de Personas, Carga y Mercancías (SUTRAN) mostró que el bus se trasladaba a 105 kilómetros por hora, 15 más de los 90 km/h permitidos por ley.
La empresa Cruz del Sur expresó que aunque se cree que la causa del accidente es un vaciado de frenos, el vehículo era de reciente adquisición, por lo cual no apoyan esta teoría.